# Сфирот
Сфиро́т (ивр. ספִירוֹת‎; ед. ч. «сфира» ספִירָה‎) — одно из фундаментальных понятий в каббале, созданное автором книги «Сефер Йецира». Изначально — десять первичных или идеальных «цифр», позже стали означать десять стадий эманации, происходящих из Эйн соф и образующих царство проявления Бога. Понятие сфирот в значении «сферы» встречается также в еврейском неоплатонизме. Совокупность сфирот, расположенных в иерархическом порядке, образует «древо сфирот». Ритм раскрытия сфирот различим на каждом из уровней творения.
Учение о 10 сфирот есть в книге «Бахир», где они также именуются «10 галгалим».

## Этимология
Существует несколько версий происхождения термина «сфирот»:
1. от слова сефер (ивр. סֶפֶר‎, книга);
2. от слова сапир (ивр. סַפִּיר‎, светящийся);
3. от корня сафар (ивр. סָפַר‎ (считать) в значении «элементы счета» (См. «Сфират ха-омер»).

Этимологическая связь с греческим словом «сфера» остаётся неясной.

## Десять сфирот
Десять сфирот — композиция из 10 элементов, 10 сокрытий Высшего Света, существующих, чтобы творения смогли получить этот Свет. Им соответствуют:

- 10 священных имён Творца, упомянутых в Торе (Зогар, Ваикра п. 156—177);
- действующие лица Торы;
- ангельская иерархия;
- 5 бхинот (уровней): кетер, хохма, бина, Зеир Анпин (хесед и гвура, тиферет, нецах и ход, а сфира йесод объединяет их все)[3])  и малхут. Каждая из этих 5 бхинот, в свою очередь, состоит из своих собственных 5 бхинот. Однако в бхине тиферет уровни сфирот уменьшились с уровня ГА"Р, поэтому в тиферет сфирот называются не КаХа"Б Ту"М, а ХаГа"Т Н"А (хесед и гвура, тиферет, нецах и ход, а сфира йесод объединяет их все)[3].
- 5 миров[4].

| сфира           | перевод        | имя Творца | лицо в Торе   | ангел    | мир                  |
| --------------- | -------------- | ---------- | ------------- | -------- | -------------------- |
| Кетер (כתר‎)     | корона         | Эке        |               |          | Адам Кадмон          |
| Хохма (חוכמה‎)   | мудрость       | Йя         | Адам          |          | Ацилут, мир эманаций |
| Бина (בינה‎)     | понимание      | Авая       | Ева           |          | Брия, мир сотворения |
| Хесед (חסד‎)     | милость        | Эль        | Авраам        | Михаэль  | Йецира, мир создания |
| Гвура (גבורה‎)   | строгость, суд | Элохим     | Ицхак         | Габриэль | Йецира, мир создания |
| Тиферет (תפארת‎) | красота        | Авая       | Яаков         | Рафаэль  | Йецира, мир создания |
| Нецах (נצח‎)     | вечность       | Цваот      | Моше          |          | Йецира, мир создания |
| Ход (הוד‎)       | слава          | Цваот      | Аарон         |          | Йецира, мир создания |
| Йесод (יסוד‎)    | основа         | Шаддай     | Йосеф         |          | Йецира, мир создания |
| Малхут (מלכות‎)  | царство        | Адонай     | Давид, Рахиль |          | Асия, мир действия   |

Помимо этого, есть незримая сфира, даат (ивр. דַעַת‎), соединяющая бину и хохму .
Согласно Бааль Суламу каждый мир и сфира состоят из 10 сфирот, состоящих, в свою очередь, из 10, и так далее по образу фрактала.
У древа сфирот есть тень — клипот. Иногда говорят о множественности Деревьев Жизни, которые проявляются в ипостасях (ивр. פַּרצוּפיִם‎, парцуфим) — «духовные объекты, состоящие из 10 сфирот».

## Группы сфирот
КАХАБ — кетер, хохма, бина.
КАХАБ ТУМ — кетер, хохма, бина, тиферет, малхут.
ХАБАД — хохма, бина, даат.
ХАГАТ — хесед, гвура, тиферет.
НЭХИ — нецах, ход, йесод.
Зеир Анпин — хесед, гвура, тиферет, нецах, ход, йесод.
ГАР (гимель ришонот — три первых): хохма, бина, даат.
ЗАТ (зайн тахтонот — семь нижних): хесед, гвура, тиферет, нецах, ход, йесод, малхут.
В праздник Суккот семь дней соответствуют ЗАТ.

## Прохождение света через сфирот
Выше первой сфиры кетер — существует бесконечный свет Творца (ивр. אור אין סוף‎ — ор эйн соф), также называемый простым светом (ивр. אור פשוט‎, ор пашу́т). Бесконечный свет свободно проходит через сфиры кетер, хохма и доходит до трёх верхних сфирот (ГАР), содержащихся в бине. На этом уровне существует вечное, ничем не омрачимое совершенство. Бина также называется раем. Ниже ГАР бины проходит узкая струйка света, которая, многократно сократившись, доходит до нижней сфиры — малхут. Самая нижняя часть малхут является нашим материальным миром. Возвышаясь, душа человека может дойти до ГАР бины — выше этого уровня можно пройти после «окончательного исправления» мира (гмар тиккун).

## В западном оккультизме
Согласно английскому оккультисту Израэлю Регарди, в халдейской астрологии есть соотношения сфирот и планет: Кетер — на данный момент соответствует Плутону, Хокма — Нептун, Даат — Уран, Бина — Сатурн, Хесед — Юпитер, Гвура — Марс, Тиферет — Солнце, Нецах — Венера, Ход — Меркурий, Йесод — Луна. (См. Халдейский ряд)

## В культуре
- Именами сфирот названы части романа «Маятник Фуко» (1988) итальянского писателя Умберто Эко.
- Сефирот (Final Fantasy) — персонаж видеоигры Final Fantasy VII. Другой важный персонаж этой игры, подруга главного героя Тифа, получила свое имя в честь сфиры Тиферет.[8]
- «Sepherot Foundation» — фонд, собирающий русское искусство.
- Lobotomy Corporation[9] — видеоигра, где игровые уровни и персонажи одноимённы с духовными мирами и сфиротами соответственно.